# 伊利亚国立大学
伊利亚国立大学（缩写ISU）是格鲁吉亚首都第比利斯的一所公立大学。2006年建校。

## 院系
伊利亚国立大学有四个学院，若干个研究所。
- 文理学院
- 伊利亚商学院：2008年成立。 [1]
- 法学院
- 自然科学与工程学院

## 国际交流
伊利亚国立大学加入的大学联盟与组织有：
- 國際大學協會（IAU）[2]
- 欧洲大学协会（EUA）[3]

合作院校与机构有：
- 中国科学院昆明植物研究所[4]